# 宝井葵
宝井 葵（たからい あおい）は日本の女性声優。主にアダルトゲームに声をあてている。

## 出演作品
太字は主役・メインキャラクター

### ゲーム

#### 2005年
- GALZOOアイランド（コンテ）

#### 2006年
- カスタム隷奴F
- ペルソナドライバー 霊姫（神代亜美）[1]
- リベンジャーZERO 〜OL淫花妖惑篇〜（如月優紀）[2]

#### 2007年
- カスタム隷奴F Special Edition
- らくてん 〜この世の楽園?あの世の天国!?〜（女生徒）

#### 2008年
- おあずけフェティッシュ!（八島みはる）[3]
- かみてん －死神と天使が俺を狙ってる－（咲耶）[4]
- 民族淫嬢（グエン・チ・ビン）[5]

#### 2009年
- 堕とし魔 〜処女攻略篇〜（小鳥遊日和）[6]
- 催眠学級（澄川和葉）[7]
- DokiDokiバケーション 〜きらめく季節の中で〜 フルセットリマスター（タニア）[8]
- プリンセス・プリンセス 〜姉妹姫背徳の儀式〜（シーダ・クロノデューヌ）[9]

#### 2010年
- セックスライフ 〜SEX LIFE〜（早乙女まりも）[10]
- 孕ノ胤（蛍）[11]
- 人妻巨乳三姉妹（香苗）
- 満淫車両 〜制服生出しイキ放題〜（吉岡美紗緒）[12]
- りぼる・さもなー Revolving Summoner（ブラマンジェ）[13]

#### 2011年
- 巨乳トライ! -短期集中乳揉みレッスン-（澄里貴和子）[14]

#### 2012年
- 催眠学級HD（澄川和葉）
- 魔法美少女まじかる☆萌えりん♪S（結城凛）[15]